# هیرویوکی موریتا
هیرویوکی موریتا (انگلیسی: Hiroyuki Morita؛ زادهٔ ۲۶ ژوئن ۱۹۶۴) پویانما و کارگردان ژاپنی است. وی فیلم بازگشت گربه را کارگردانی کرده است.